# AP Edukacja
AP Edukacja – powstała w 2004 roku ogólnopolska sieć szkół i placówek oświatowych, w ramach której prowadzone były szkoły policealne (dawniej studium policealne), licea ogólnokształcące (liceum dla dorosłych), gimnazja i kursy.

## Historia
AP Edukacja powstała w 2004. Centrala sieci znajdowała się w Łodzi przy ul. Piotrkowskiej 197. Do 2011 z nauki w szkole skorzystało 123 tys. osób, zaś do 2014 już ponad 521 tys. W tym też okresie, poza Łodzią, placówki sieci funkcjonowały także w Białymstoku, Bydgoszczy, Chorzowie, Częstochowie, Gdańsku, Gorzowie Wielkopolskim, Jastrzębia-Zdroju, Katowicach, Kielcach, Koninie, Koszalinie, Krakowie, Legnicy, Lublinie, Nowym Sączu, Olsztynie, Opolu, Płocku, Poznaniu, Radomiu, Rybniku, Rzeszowie, Siedlcach, Słupsku, Warszawie i Wrocławiu. W 2016 ambasadorem sieć został finalista IV edycji Top Model TVN – Michał Baryza.
Jesienią 2016 zmienił się organ prowadzący dla części placówek, w tym między innymi w Kielcach, Lublinie, Rzeszowie i we Wrocławiu a dotychczasowi pracownicy w związku z niewypłaceniem zaległej zapłaty za swoją pracę zgłosiło sprawę między innymi do biura ministra sprawiedliwości Zbigniewa Ziobry. Ostatni wpis spółki w Monitorze Sądowym oraz Gospodarczym pochodzi z 2019.